# Comuna Lucikî, Kobeleakî
Lucikî (în ucraineană Лучки) este o comună în raionul Kobeleakî, regiunea Poltava, Ucraina, formată din satele Lucikî (reședința) și Pravoberejna Sokilka.

## Demografie
Componența lingvistică a comunei Lucikî
     Ucraineană (95,89%)
     Rusă (2,82%)
     Alte limbi (1,15%)
Conform recensământului din 2001, majoritatea populației comunei Lucikî era vorbitoare de ucraineană (95,89%), existând în minoritate și vorbitori de rusă (2,82%).